# Henry Herbert (1831-1890)

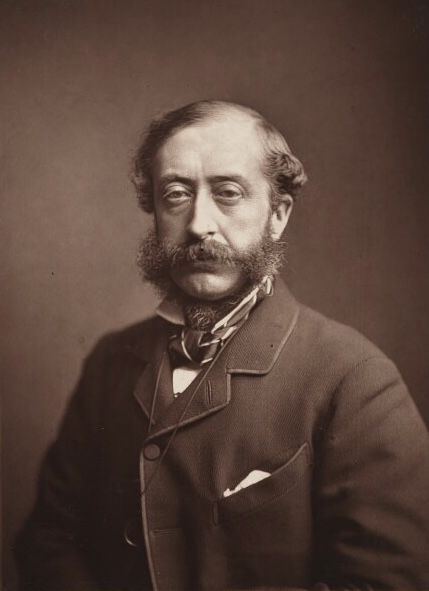

Henry Howard Molyneux Herbert, 4de graaf van Carnarvon (24 juni 1831 – 29 juni 1890) was tweemaal Brits minister voor Koloniale Zaken en Lord Lieutenant of Ireland in 1885.

## Levensloop
Henry Herbert was de oudste zoon van Henry Herbert, 3de graaf van Carnarvon. Hij studeerde aan Eton College en trad in 1854 in de politiek, de House of Lords. Hij werkte aan de hervorming van het strafrecht en was voor een strenger regime voor de gevangenen.
In 1866 werd hij minister voor Koloniale Zaken. Henry Herbert was medeauteur van de Constitution Act, 1867, dat leidde tot de British North America Act, dat de Canadese Confederatie creëerde. In 1867 kwam hij in conflict met eerste minister Benjamin Disraeli en trad af.
In 1874 werd hij opnieuw aangesteld als minister voor Koloniale Zaken. Zijn ambitie was om wat hij voor Canada had gerealiseerd, hetzelfde te verwezenlijken voor Zuid-Afrika. De poging mislukte en zou leidden tot de Zoeloe-oorlog en de Eerste Boerenoorlog. Opnieuw kwam hij in conflict met Disraeli en trad af in 1878.
In 1885 was hij kortstondig Lord Lieutenant of Ireland. Van 1874 tot aan zijn dood in 1890 was hij grootmeester van de United Grand Lodge of England. Zijn zoon, de vijfde graaf van Carnarvon, was de financier van de opgraving van het graf van Toetanchamon.